# Куса (Мадонский край)
Ку́са (латыш. Kusa) — населённый пункт в Мадонском крае Латвии. Административный центр Аронской волости. Находится у региональной автодороги P30 (Цесис — Вецпиебалга — Мадона). Расстояние до города Мадона составляет около 8 км.
По данным на 2017 год, в населённом пункте проживало 558 человек. Есть волостная администрация, начальная школа, детский сад, библиотека, спортивный зал, фельдшерско-акушерский центр, аптека, парикмахерская, эстрада под открытым небом, почтовое отделение, несколько магазинов. Усадебный дом XIX века является объектом культурного наследия местного значения.

## Население
| Год     | 1979 | 1989 | 2000 | 2002 | 2007 | 2017 |
| ------- | ---- | ---- | ---- | ---- | ---- | ---- |
| Жителей | 573  | 670  | 717  | 700  | 686  | 558  |